# Cantón de L'Aigle-Oeste
El cantón de L'Aigle-Oeste era una división administrativa francesa, que estaba situada en el departamento de Orne y la región de Baja Normandía.

## Composición
El cantón estaba formado por cinco comunas, más una fracción de la comuna que le daba su nombre:
- L'Aigle (fracción)
- Aube
- Beaufai
- Écorcei
- Rai
- Saint-Symphorien-des-Bruyères

## Supresión del cantón de L'Aigle-Oeste
En aplicación del Decreto nº 2014-247 de 25 de febrero de 2014, el cantón de L'Aigle-Oeste fue suprimido el 22 de marzo de 2015 y sus 6 comunas pasaron a formar parte cinco del nuevo cantón de Rai y una del nuevo cantón de L'Aigle.